# هتل هارمون
هتل هارمون (به انگلیسی: Hotel Harmon) نام یک هتل و برج مسکونی در شهر لاس وگاس در آمریکا بود و هرگز بازگشایی نشد.
معمار آن نورمن فاستر بوده‌است.

## خطای مهندسین در هنگام ساخت
در سال ۲۰۰۹، به دنبال اشتباه مهندسین سازندهٔ ساختمان در نصب ستون‌های تیرآهنی این بنا، سازندگان آن مجبور شدند ارتفاع ساختمان را از ۴۹ طبقه به نصف کاهش دهند. پروژهٔ گسترش مرکز شهر لاس وگاس، از شرکت‌های سرمایه‌گذار این پروژه (دوبی وورلد و ام‌جی‌ام میراژ - اکنون ام جی ام ریزورتس اینترنشنال) به سبب این خطا ۴۹۰ میلیون دلار ادعای خسارت نمود.
به سبب همین خطا، معمار این پروژه (نورمن فاستر) از ذکر نام آن خودداری کرد و امروزه نیز نامی از آن نمی‌توانید در وبسایت فاستر و همکاران ببینید.
این هتل تا سال ۲۰۱۵ به‌صورت طبقه به طبقه تخریب شد و نهایتاً کاملاً از بین رفت. تا پیش از تخریب، صرفاً نقش بیلبورد تبلیغات شرکت مالک آن (ام جی ام) را داشت.

## نگارخانه

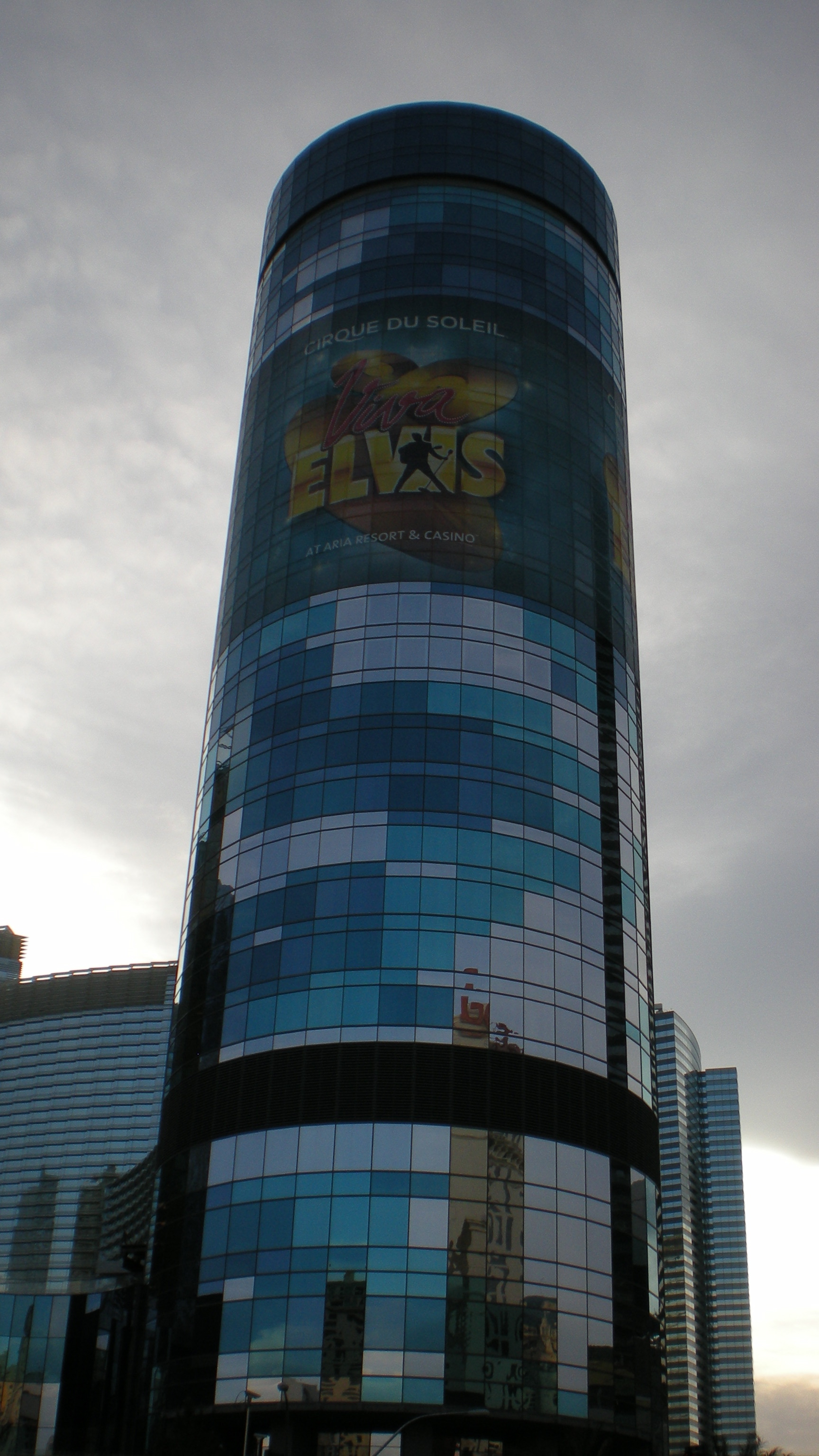
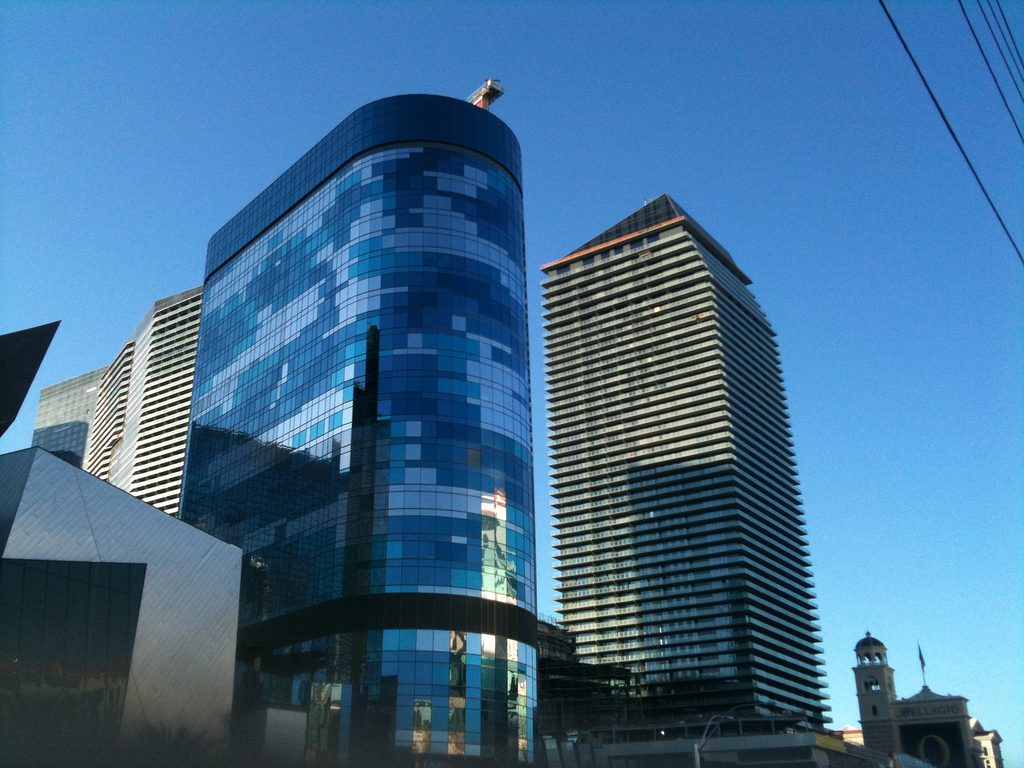
Construction progress in November 2009
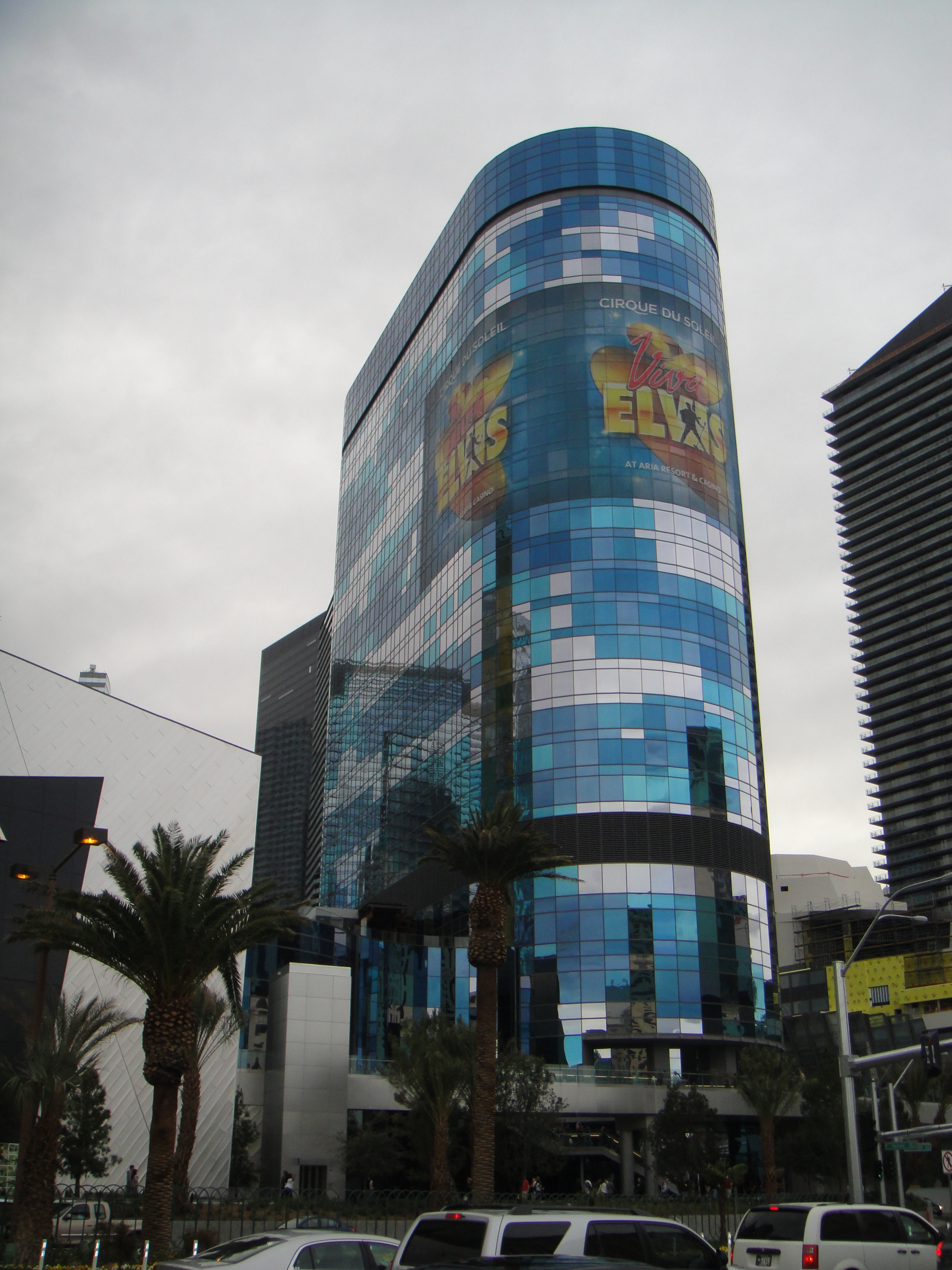
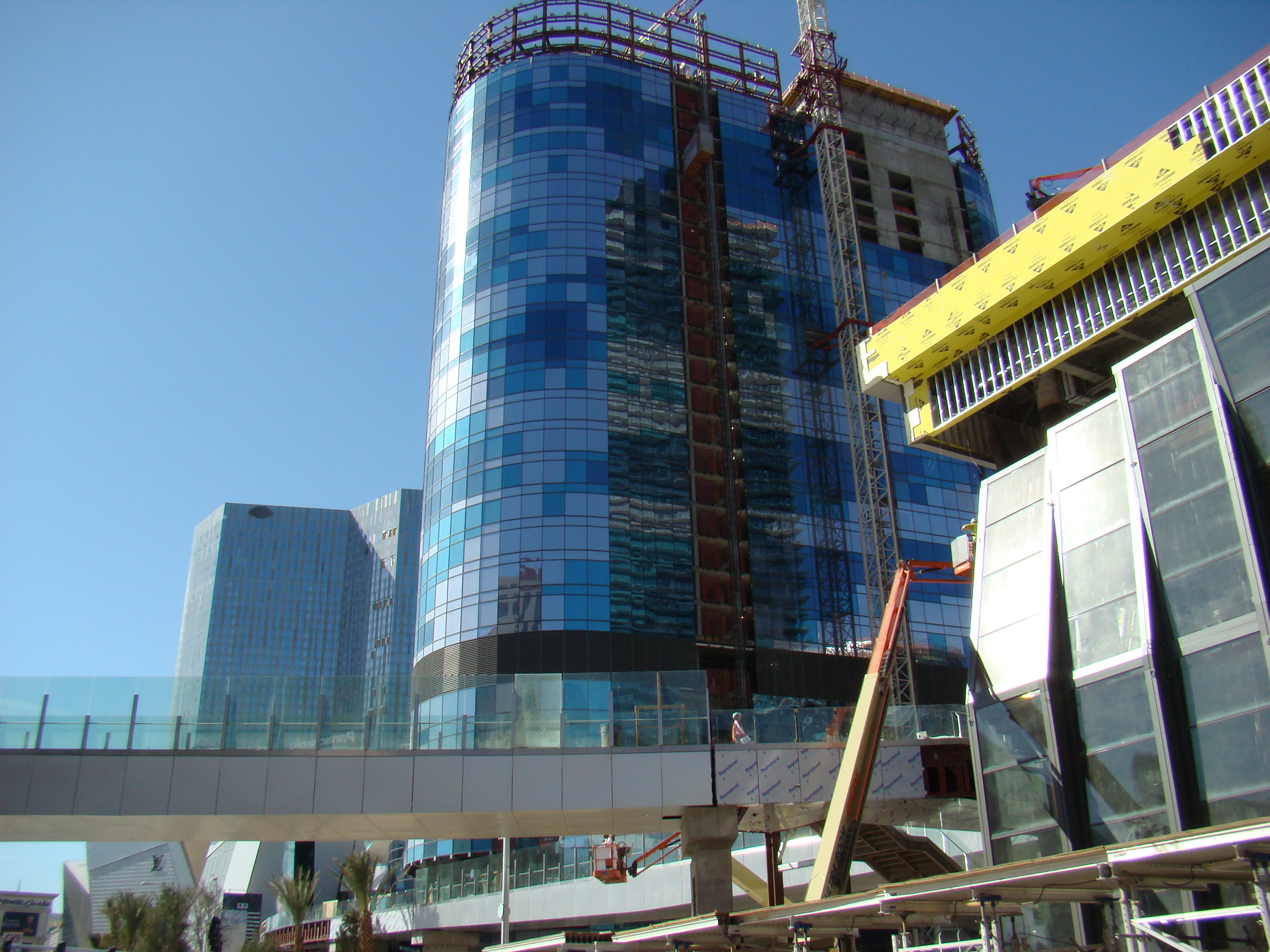
Construction progress in October 2009
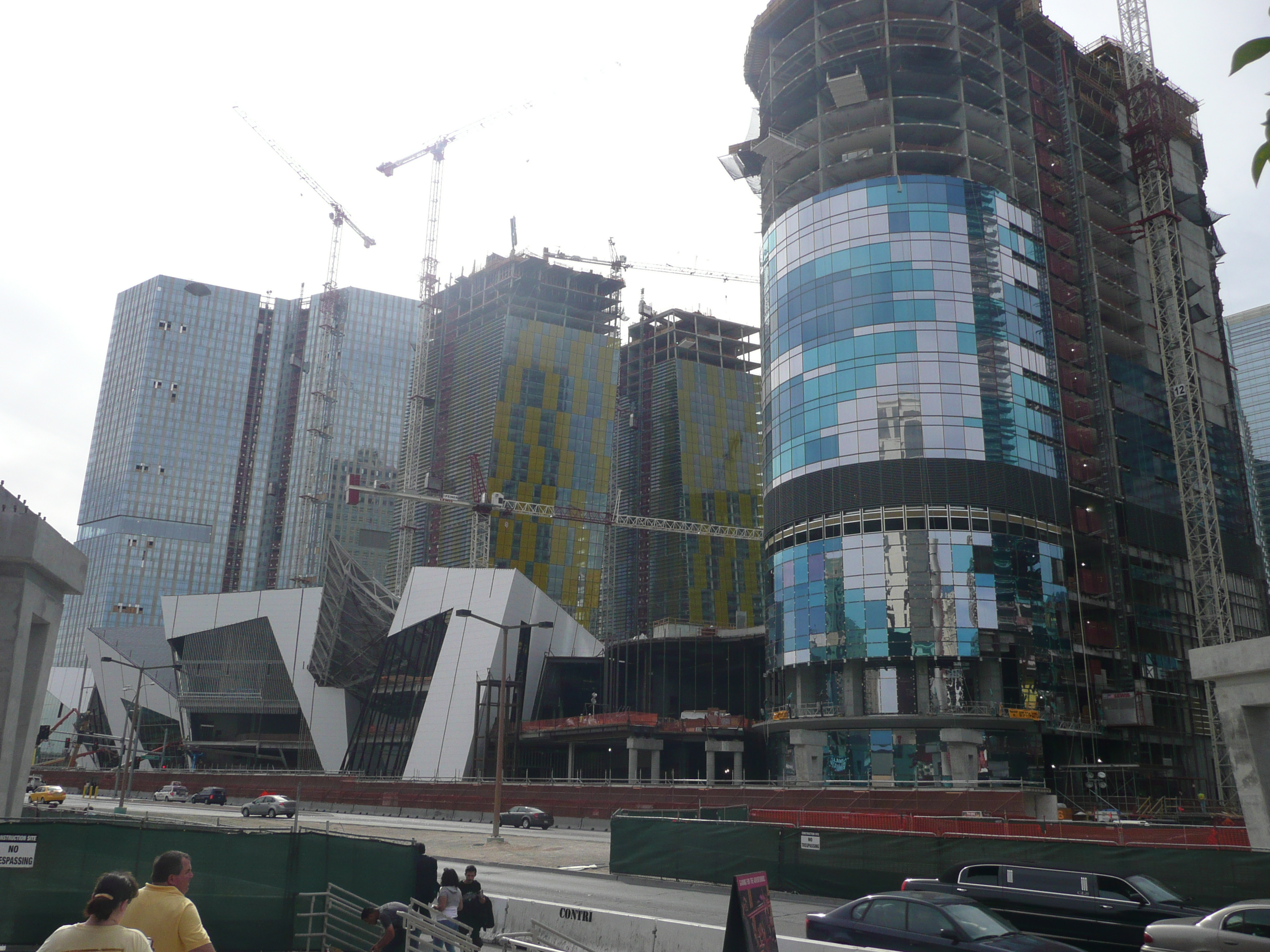
Construction progress in February 2009
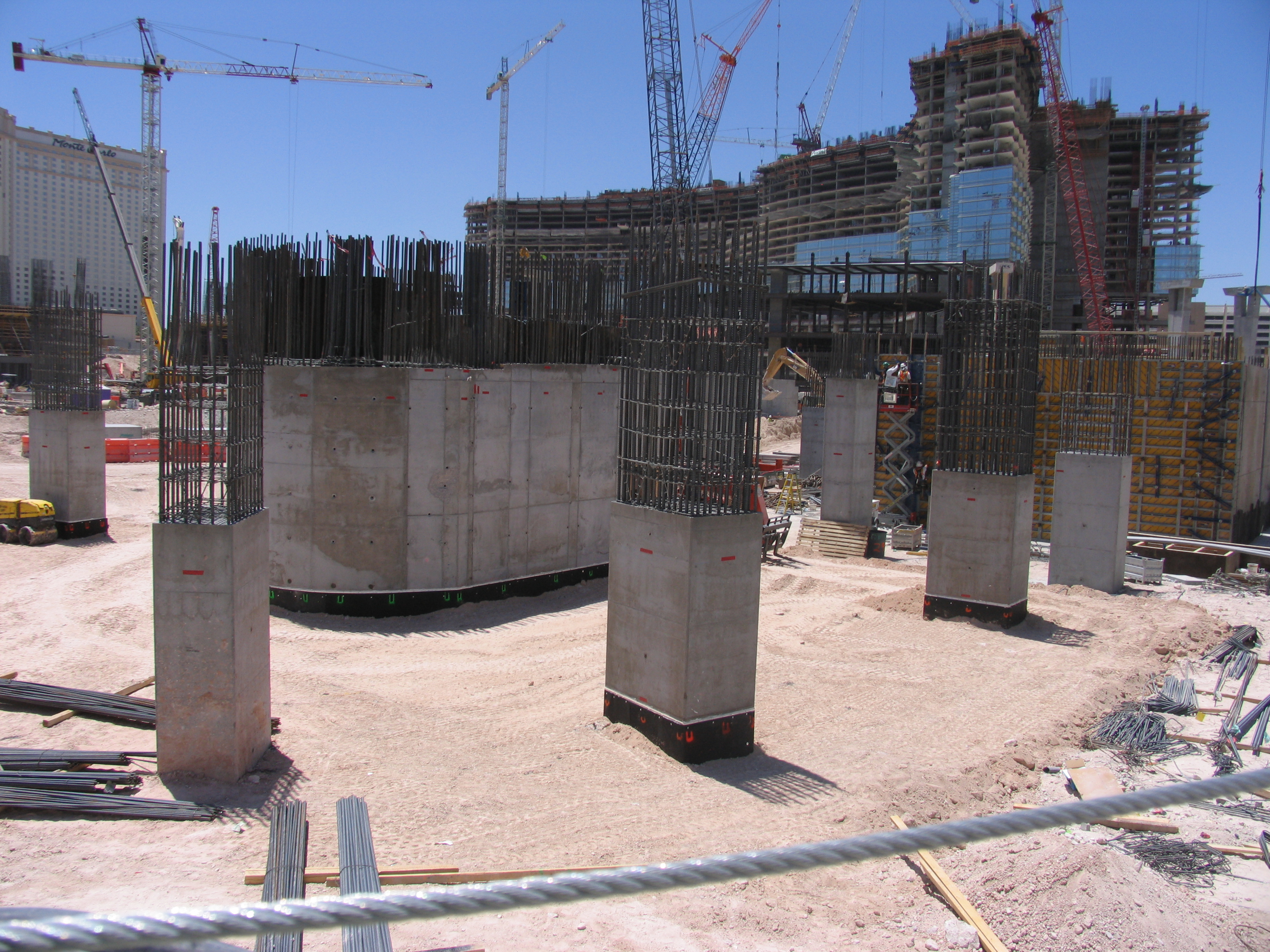
Construction progress in June 2007